# 514 TCN
514 TCN là một năm trong lịch La Mã.